# 杉下守弘
杉下 守弘（すぎした もりひろ、1943年3月6日-）は、日本の神経心理学者。学位は、文学修士・保健学博士・医学博士。東京都出身。公益財団法人脳血管研究所教授、元東京大学教授、元新潟リハビリテーション大学副学長・教授。専門は言語障害。

## 略歴
1943年3月6日、東京都生まれ。1968年に早稲田大学第一文学部心理学専修卒業、1970年、同修士課程修了後、東京大学大学院医学系研究科に進学。1973年に同課程修了、保健学博士の学位を取得。
1974年10月からケンブリッジ大学、ロンドン大学、カリフォルニア工科大学へ留学、オリバー・ザァングウィル、エットリンガー、ロジャー・スペリーそれぞれの下で神経心理学を研究。
帰国後の1981年5月に、東京大学医学部脳研究施設助手に就任、9月に学位論文を提出し医学博士の学位を取得、10月に東京都神経科学総合研究所リハビリテーション部門副参事就任。1993年6月に音声言語医学研究施設の教授に昇任し、翌年4月に所長に就任。1997年に医学系研究科認知・言語神経科学分野教授に転任。2003年3月東京大学を退官。
2004年4月に公益財団法人脳血管研究所教授に就任、2006年4月、首都大学東京客員教授を併任、2007年10月に新潟リハビリテーション大学副学長・教授に就任。

### J-ADNI関連
2013年11月、J-ADNIのデータ改竄の疑いがあると厚生労働省にメールを送付するも、研究代表者に個人情報を残したままで転送された。
2014年2月、調査が進展しないため記者会見を開催。
同12月23日、J-ADNIの東京大学が設置した第三者委員会での調査結果が報じられ、新聞報道で指摘されたような「改竄」は不正ではなく、マニュアルや責任者の不備による混乱による修整とされ、「告発」したはずの杉下が当初のデータマネジメント体制の構築を行わなかったことなどについて、責任が問われる結果となった。
2015年3月13日、政府は「第三者調査委員会」の報告書を引用し、故意のデータ改ざんを否定する答弁書を閣議決定した。
2015年4月、杉下は自身のホームページで「第三者調査委員会」の報告書に対する反論意見書を公開した。
2015年4月2日、参議院予算委員会において維新の党川田龍平議員の質問に対して、杉下の「告発メール」は公益通報者保護法における公益通報には当たらないとの見解が消費者庁川口康裕次長よりなされた。また、データ保全命令後にデータの「改竄」が指示されていたと報道された件に関しても「いずれも通常の品質確認作業の一環で行われたもりであり、不当な改ざんや意図的な修正が行われたケースは確認できなかった」と厚生労働省三浦公嗣老健局長が発言した。
2015年8月19日、杉下からの平成27年4月1日付け「意見書」、及び平成27年7月13日付意見書に対し、J-ADNI研究に関する第三者委員会が見解を述べた。その中で、杉下の主張する「改ざん」については根拠のない主張であると再度指摘しつつ、杉下本人の責任について、「杉下氏は、その責任を自覚すべき立場にあるにもかかわらず、今なお自らの責任を省みようともせずに、自らの主張を徒に繰り返すものであって、このような杉下氏の姿勢は、無責任であるばかりか、現在及び将来の国民全体の健康・平穏を左右することになる重要な研究の進行を阻害するものであり、また、本研究に協力した被験者、本研究に真摯に取り組んできた数多くの研究者や研究協力者、さらには研究実施医療機関の事務職員らに、甚だしい不利益、損失を与えるものであって、当委員会として極めて遺憾である」と指摘した。
2018年5月11日、研究成果が発表されたことを岩坪威のコメントと共に朝日新聞が報道。

## 著作リスト
- 『右脳と左脳の対話』（青土社、1983年）
- 『言語と脳』（紀伊国屋書店、1985年→講談社学術文庫、2005年）
- 『<脳>と<こころ>の対話』（青土社、1986年）

### 共著
- 『脳とこころの科学』（武田克彦との共著、安田生命社会事業団、1997年）

### 編書・編著書
- 『吃音文献目録』（安田生命社会事業団、1971年）
- 『脳から心へ - 神経心理学へのいざない』（サイエンス社、1988年）
- 『右半球の神経心理学』（朝倉書店、1991年）
- 『失語症言語訓練講座 - ワークシート式』（三輪書店、2003年）

### 博士論文
- 『定位脳手術後の失語症 - その発現率と発現要因』（保健学博士、甲種、東京大学、1973年）
- 『部分的脳梁切断例における漢字と仮名の音読及び読解』（医学博士、乙種、東京大学、1981年）

### 科研費報告書
- 『連続磁気刺激による高次機能の解析』（1995-96年、東京大学）
- 『機能的MRI及びMRIを用いた音楽の大脳メカニズムの研究』（1997-98年、東京大学）

### 翻訳
- 『失われた世界 - 脳損傷者の手記』（アレクサンドル・ルリヤ著、堀口健治との共訳、海鳴社、1980年）
- 『左きき学 - その脳と心のメカニズム』（ジーニー・ヘロン編、近藤喜代太郎との監訳、西村書店、1983年）
- 『社会的脳 - 心のネットワークの発見』（マイケル・S・ガザニガ著、関啓子共訳、青土社、1987年）

### 論文
- CiNii>杉下守弘
- PubMed>杉下守弘